# Radymno
Radymno è una città polacca del distretto di Jarosław nel voivodato della Precarpazia.
Ricopre una superficie di 13,59 km² e nel 2005 contava 5 792 abitanti.